# Premier League 2018-19
La Premier League 2018–19 va ser la 27a edició de la Premier League, la principal lliga de futbol professional organitzada per clubs de futbol a Anglaterra. El calendari es va anunciar el 14 de juny de 2018. La competició va començar l'11 d'agost de 2018 i es va acabar el 12 de maig de 2019.
Wolverhampton Wanderers FC, Cardiff City, i Fulham van ser promoguts des del Football League Championship en la temporada anterior. Swansea City, Stoke City, i West Bromwich Albion van ser relegats en la temporada anterior.
Huddersfield Town va quedar relegat el 30 de març de 2019 i Fulham va quedar relegat el 2 d'abril. Cardiff City va quedar relegat el 4 maig.
Manchester City va guanyar la competició el 12 de maig, l'últim jornada de la temporada, el seu quart títol de la Premier League i el seu sisè títol en el futbol anglès.

## Equips
| Equip                      | Ubicació            | Entrenador            | Capità                | Estadi                    | Capacitat |
| -------------------------- | ------------------- | --------------------- | --------------------- | ------------------------- | --------- |
| AFC Bournemouth            | Bournemouth         | Eddie Howe            | Simon Francis         | Dean Court                | 11.360    |
| Arsenal FC                 | Londres             | Unai Emery Etxegoien  | Laurent Koscielny     | Emirates Stadium          | 59.867    |
| Brighton & Hove Albion     | Brighton            | Chris Hughton         | Bruno                 | Falmer Stadium            | 30.666    |
| Burnley                    | Burnley             | Sean Dyche            | Tom Heaton            | Turf Moor                 | 21.944    |
| Cardiff City               | Cardiff             | Neil Warnock          | Sean Morrison         | Cardiff City Stadium      | 33.300    |
| Chelsea FC                 | Londres             | Maurizio Sarri        | Gary Cahill           | Stamford Bridge           | 41.631    |
| Crystal Palace             | Londres             | Roy Hodgson           | Luka Milivojević      | Selhurst Park             | 25.456    |
| Everton                    | Liverpool           | Marco Silva           | Phil Jagielka         | Goodison Park             | 39.572    |
| Fulham                     | Londres             | Scott Parker          | Tom Cairney           | Craven Cottage            | 25.700    |
| Huddersfield Town          | Huddersfield        | Jan Siewert           | Tommy Smith           | John Smith's Stadium      | 24.169    |
| Leicester City             | Leicester           | Brendan Rodgers       | Wes Morgan            | King Power Stadium        | 32.312    |
| Liverpool                  | Liverpool           | Jürgen Klopp          | Jordan Henderson      | Anfield                   | 53.394    |
| Manchester City            | Manchester          | Pep Guardiola         | Vincent Kompany       | Etihad Stadium            | 55.017    |
| Manchester United          | Manchester          | José Mourinho         | Antonio Valencia      | Old Trafford              | 74.994    |
| Newcastle United           | Newcastle upon Tyne | Rafael Benítez Maudes | Jamaal Lascelles      | St. James' Park           | 52.354    |
| Southampton FC             | Southampton         | Ralph Hasenhüttl      | Pierre-Emile Højbjerg | St Mary's Stadium         | 32.384    |
| Tottenham Hotspur FC       | Londres             | Mauricio Pochettino   | Hugo Lloris           | Wembley Stadium           | 90.000    |
| Tottenham Hotspur FC       | Londres             | Mauricio Pochettino   | Hugo Lloris           | Tottenham Hotspur Stadium | 62.062    |
| Watford                    | Watford             | Xabi Gracia           | Troy Deeney           | Vicarage Road             | 23.700    |
| West Ham United            | Londres             | Manuel Pellegrini     | Mark Noble            | Olympic Stadium           | 60.000    |
| Wolverhampton Wanderers FC | Wolverhampton       | Nuno Espírito Santo   | Conor Coady           | Molineux Stadium          | 31.700    |

## Resultats
| Pos | Equip                      | PJ | PG | PE | PP | GF | GC | DG  | Pts | Classificació o descens                                    |
| --- | -------------------------- | -- | -- | -- | -- | -- | -- | --- | --- | ---------------------------------------------------------- |
| 1   | Manchester City (C)        | 38 | 32 | 2  | 4  | 95 | 23 | +72 | 98  | Classificació per la Fase de Grups de la Lliga de Campions |
| 2   | Liverpool                  | 38 | 30 | 7  | 1  | 89 | 22 | +67 | 97  | Classificació per la Fase de Grups de la Lliga de Campions |
| 3   | Chelsea FC                 | 38 | 21 | 9  | 8  | 63 | 39 | +24 | 72  | Classificació per la Fase de Grups de la Lliga de Campions |
| 4   | Tottenham Hotspur FC       | 38 | 23 | 2  | 13 | 67 | 39 | +28 | 71  | Classificació per la Fase de Grups de la Lliga de Campions |
| 5   | Arsenal FC                 | 38 | 21 | 7  | 10 | 73 | 51 | +22 | 70  | Classificació per la Fase de Grups de la Lliga Europa      |
| 6   | Manchester United          | 38 | 19 | 9  | 10 | 65 | 54 | +11 | 66  | Classificació per la Fase de Grups de la Lliga Europa      |
| 7   | Wolverhampton Wanderers FC | 38 | 16 | 9  | 13 | 47 | 46 | +1  | 57  | Classificació per la segona ronda Lliga Europa de la UEFA  |
| 8   | Everton                    | 38 | 15 | 9  | 14 | 54 | 46 | +8  | 54  |                                                            |
| 9   | Leicester City             | 38 | 15 | 7  | 16 | 51 | 48 | +3  | 52  |                                                            |
| 10  | West Ham United            | 38 | 15 | 7  | 16 | 52 | 55 | −3  | 52  |                                                            |
| 11  | Watford                    | 38 | 14 | 8  | 16 | 52 | 59 | −7  | 50  |                                                            |
| 12  | Crystal Palace             | 38 | 14 | 7  | 17 | 51 | 53 | −2  | 49  |                                                            |
| 13  | Newcastle United           | 38 | 12 | 9  | 17 | 42 | 48 | −6  | 45  |                                                            |
| 14  | AFC Bournemouth            | 38 | 13 | 6  | 19 | 56 | 70 | −14 | 45  |                                                            |
| 15  | Burnley                    | 38 | 11 | 7  | 20 | 45 | 68 | −23 | 40  |                                                            |
| 16  | Southampton                | 38 | 9  | 12 | 17 | 45 | 65 | −20 | 39  |                                                            |
| 17  | Brighton & Hove Albion     | 38 | 9  | 9  | 20 | 35 | 60 | −25 | 36  |                                                            |
| 18  | Cardiff City (R)           | 38 | 10 | 4  | 24 | 34 | 69 | −35 | 34  | Descens al Football League Championship                    |
| 19  | Fulham (R)                 | 38 | 7  | 5  | 26 | 34 | 81 | −47 | 26  | Descens al Football League Championship                    |
| 20  | Huddersfield Town (R)      | 38 | 3  | 7  | 28 | 22 | 76 | −54 | 16  | Descens al Football League Championship                    |

## Estadístiques

### Golejadors
| Ranquing | Jugador                   | Equip                  | Gols |
| -------- | ------------------------- | ---------------------- | ---- |
| 1        | Mohamed Salah             | Liverpool              | 22   |
| 1        | Sadio Mané                | Liverpool              | 22   |
| 1        | Pierre-Emerick Aubameyang | Arsenal                | 22   |
| 4        | Sergio Agüero             | Manchester City        | 21   |
| 5        | Jamie Vardy               | Leicester City         | 18   |
| 6        | Harry Kane                | Tottenham Hotspur      | 17   |
| 6        | Raheem Sterling           | Manchester City        | 17   |
| 8        | Eden Hazard               | Chelsea                | 16   |
| 9        | Callum Wilson             | Bournemouth            | 14   |
| 10       | Raúl Jiménez              | Arsenal                | 13   |
| 10       | Alexandre Lacazette       | Arsenal                | 13   |
| 10       | Glenn Murray              | Brighton & Hove Albion | 13   |
| 10       | Paul Pogba                | Manchester United      | 13   |
| 10       | Richarlison               | Everton                | 13   |
| 10       | Gylfi Sigurðsson          | Everton                | 13   |

## Premis
| Mes      | Entrenador del mes  | Entrenador del mes      | Jugador del mes           | Jugador del mes   | Millor gol del mes | Millor gol del mes     | Referències          |
| Mes      | Entrenador          | Club                    | Jugador                   | Club              | Jugador            | Club                   | Referències          |
| -------- | ------------------- | ----------------------- | ------------------------- | ----------------- | ------------------ | ---------------------- | -------------------- |
| Agost    | Xabi Gracia         | Watford                 | Lucas Moura               | Tottenham Hotspur | Jean Michaël Seri  | Fulham                 | [ 6 ] [ 7 ] [ 8 ]    |
| Setembre | Nuno Espírito Santo | Wolverhampton Wanderers | Eden Hazard               | Chelsea           | Daniel Sturridge   | Liverpool              | [ 9 ] [ 10 ] [ 11 ]  |
| Octubre  | Eddie Howe          | Bournemouth             | Pierre-Emerick Aubameyang | Arsenal           | Aaron Ramsey       | Arsenal                | [ 12 ] [ 13 ] [ 14 ] |
| Novembre | Rafael Benítez      | Newcastle United        | Raheem Sterling           | Manchester City   | Son Heung-min      | Tottenham Hotspur      | [ 15 ] [ 16 ] [ 17 ] |
| Desembre | Jürgen Klopp        | Liverpool               | Virgil van Dijk           | Liverpool         | Andros Townsend    | Crystal Palace         | [ 18 ] [ 19 ]        |
| Gener    | Ole Gunnar Solskjær | Manchester United       | Marcus Rashford           | Manchester United | André Schürrle     | Fulham                 | [ 20 ] [ 21 ] [ 22 ] |
| Febrer   | Pep Guardiola       | Manchester City         | Sergio Agüero             | Manchester City   | Fabian Schär       | Newcastle United       | [ 23 ] [ 24 ] [ 25 ] |
| Març     | Jürgen Klopp        | Liverpool               | Sadio Mané                | Liverpool         | Anthony Knockaert  | Brighton & Hove Albion | [ 26 ] [ 27 ] [ 28 ] |
| Abril    | Pep Guardiola       | Manchester City         | Jamie Vardy               | Leicester City    | Eden Hazard        | Chelsea                | [ 29 ] [ 30 ] [ 31 ] |

### Premis anuals

#### PFA Equip de l'Any
El PFA Equip de l'Any va ser:
- Porter: Ederson Moraes (Manchester United)
- Defensa: Trent Alexander-Arnold (Liverpool), Aymeric Laporte (Manchester City), Virgil van Dijk (Liverpool), Andrew Robertson (Liverpool)
- Migcampistes: Bernardo Silva (Manchester City), Fernandinho (Manchester City), Paul Pogba (Manchester United)
- Davanters: Raheem Sterling (Manchester City), Sadio Mané (Liverpool), Sergio Agüero (Manchester City)

#### PFA Jugador de l'Any
El Jugador de l'Any va ser Virgil van Dijk.

#### PFA Young Player of the Year
El Jove Jugador de l'Any Raheem Sterling.